# Казибме, Специоза
Специоза Казибме (англ. Specioza Kazibwe; род. 1 июля 1955, Уганда) — государственный и политический деятель Уганды. С 1994 по 2003 год занимала должность вице-президента Уганды. Стала первой женщиной в Африке, занявшей должность вице-президента суверенного государства. В августе 2013 года генеральный секретарь ООН Пан Ги Мун назначил её Специальным посланником ООН по ВИЧ / СПИДу в Африке.

## Биография
Родилась в округе Иганга 1 июля 1955 года. Проходила обучение в колледже Маунт-Сент-Мэри-Намагунга, престижной женской средней школе-интернате при католической церкви, расположенной на шоссе Кампала-Джинджа, недалеко от города Лугази. В 1974 году поступила на медицинский факультет Университета Макерере, где изучала медицину, получив диплом бакалавра медицины и бакалавра хирургии в 1979 году. Позже получила степень магистра медицины, также в Университете Макерере, по специальности «общая хирургия». В 2009 году была удостоена почетной степени доктора наук в Гарвардской школе общественного здравоохранения (Департамент народонаселения и международного здравоохранения).
Специоза Казибме — защитник прав женщин в Африке. В 1998 году в сотрудничестве с Организацией африканского единства и Экономической комиссией Организации Объединённых Наций для Африки — основала и возглавила Комитет африканских женщин по вопросам мира и развития. Цель Комитета — помочь женщинам участвовать в процессах мира и развития на континенте. Также была председателем или членом различных национальных групп, в том числе: Старшая женская консультативная группа по окружающей среде; Ассоциация женщин-предпринимателей Уганды с ограниченной ответственностью; Ассоциация женщин-врачей Уганды, а также в течение нескольких лет входил в Комитет чести Круглого стола «Agri-Energy». В 1998 году Продовольственная и сельскохозяйственная организация ООН наградила Специозу Казибме «медалью Цереры» за «вклад в продовольственную безопасность и искоренение нищеты».
В апреле 2002 года подала на развод со своим мужем, заявив, что отказалась продолжать быть жертвой домашнего насилия. Многоженство и избиение жен достаточно распространены в Уганде, но разводы случаются относительно редко. Её муж выступил против развода, сославшись на католическую веру. Он также заявил, что его жена приходила домой поздно, не предоставляя надлежащих объяснений, и поддерживала некоторых других политиков, которые ему не нравились. В среду, 21 мая 2003 года столкнувшись с трудностями при исполнении своих политических обязанностей и разрешении дела о разводе, она оставила свои посты в правительстве, попросив разрешения продолжить учебу. Затем получила докторскую степень в Гарвардском университете. У неё четверо детей, включая близнецов от первого брака и двоих усыновлённых детей.

## Примечание
1. 1 2 3 4 5  Dictionary of African Biography (англ.) / E. K. Akyeampong, Henry Louis Gates, Jr. — New York City: OUP, 2012.
2. ↑  https://www.newvision.co.ug/news/1509892/ugandas-vice-presidents-specioza-kazibwe
3. 1 2  Scheier, Rachel. In Uganda, A Woman Can Be Vice President But Have Few Rights. The Christian Science Monitor (26 декабря 2003). Дата обращения: 6 февраля 2015. Архивировано 7 февраля 2015 года.
4. ↑  UNAIDS, . Speciosa Wandira-Kazibwe Appointed As UN Secretary-General’s Special Envoy for HIV/AIDS In Africa. UNAIDS (2 августа 2013). Дата обращения: 7 февраля 2015. Архивировано 7 февраля 2015 года.
5. 1 2  SWK, . Speciosa Wandira Kazibwe: Detailed Curriculum Vitae (PDF). Speciosawandira.com (2012). Дата обращения: 6 февраля 2015. Архивировано из оригинала 7 февраля 2015 года.
6. 1 2  Flanagan, Jane. I Was A Battered Wife, Reveals Uganda's Angry Vice President (12 мая 2002). Дата обращения: 6 февраля 2015. Архивировано 7 февраля 2015 года.
7. ↑  Abimanyi, John. Kazibwe: A Legacy Ruined By One Action (6 августа 2013). Дата обращения: 6 февраля 2015. Архивировано 7 февраля 2015 года.